# X-Y-opstelling
Een X-Y-opstelling is een microfoonopstelling die als doel heeft een geluid zo realistisch mogelijk in stereo op te nemen.

## Hoe het werkt

X-Y-stereomicrofoonplaatsing.

Een X-Y-opstelling maakt gebruik van twee identieke microfoons met een nierkarakteristiek, die met de membranen 90 graden ten opzichte van elkaar gedraaid staan op minder dan 1,7 cm van elkaar. Deze microfoons staan beide 45 graden van de geluidsbron afgedraaid. Doordat de microfoons zo dicht bij elkaar staan treedt er geen hoorbare faseverschuiving op.

## In de mix
Hoe sterk de microfoons tijdens het afmixen in stereo wordt gezet, hangt af van de smaak van de technicus. Deze opstelling kan ook naar een monosignaal gemixt worden zonder hoorbare faseproblemen.
Een opname in X-Y-opstelling klinkt iets minder direct dan een opname in A-B-opstelling.

## In de praktijk
De X-Y-opstelling wordt veel toegepast bij opnamen van akoestische gitaar, piano, koren en als overhead bij opnamen van een drumstel (overheads zijn de microfoons die ongeveer een meter boven het drumstel hangen om het hele drumstel op te nemen).
Er worden ook microfoons gebouwd met twee membranen erin die in X-Y-configuratie staan. Dit heeft als voordeel dat de microfoons sneller geplaatst kunnen worden en er maar een microfoon statief nodig is wat weer ruimte besparend werkt in een studio.
Sinds enkele jaren zijn er ook zogenaamde digitale handheldrecorders met een ingebouwde X-Y-opstelling op de markt. De fabrikant zoom was met de H4 was de eerste die dit deed. De zoom H4 is daardoor de bekendste in zijn soort.

## Blumlein
Een variant op X-Y opstelling is de Blumlein-opstelling. hierbij worden 2 bi-directionele(figure-eight) microfoons gebruikt, waardoor een ruimtelijker effect ontstaat. Dit komt doordat de microfoons ook aan de achterkant gevoelig zijn en zodoende meer akoestische reflecties (galm/echo) uit de ruimte opnemen.